# 再婚一直線!
『再婚一直線!』（さいこんいっちょくせん）は、祥伝社・FEELコミックスが刊行した安彦麻理絵による漫画及びそれを原作としたTBS系列の昼ドラマ『愛の劇場』（月〜金13:00〜13:30(JST)）枠で2008年5月12日から7月11日まで放送されたテレビドラマ。主演は井森美幸。

## 概要
家事や育児が苦手な主婦が前の夫と離婚されて、再婚を目指して花嫁修業する奮闘を描いたコメディ。主演の井森美幸は昼ドラマ初主演で、連続ドラマ出演は『遊びじゃないのよ、この恋は』（1986年、TBS系）以来22年ぶりとなる。

## キャスト
栗林（中西）　のどか（35）：井森美幸
本作の主人公。売れない漫画家。
大学時代に知り合った哲也と結婚し、育児と家事は哲也に任せっきりのグータラ主婦だったが、結婚9年目で離婚。
離婚後は再婚に向けての花嫁修業を開始。現在は、ももの親権を得ようと奮闘中。
中西　哲也（37）：大浦龍宇一
のどかの夫。大手広告代理店勤務。
のどかと正反対な人柄（几帳面な綺麗好き）。のどかの行動に耐えきれずに離婚を決意。
しかし、親権を得ようと奮闘するのどかを見て「やり直そう」と考えており、3人で実家の福岡に帰ろうと計画中。
中西　もも（6）：山田海遊
のどかと哲也の娘。哲也が大好きな幼稚園児。のどかに嫌気が差し、哲也と家を出た。
劇中のナレーションを務める。
水沢　マリア（37）：比企理恵
売れっ子漫画家。高飛車な性格。
のどかが離婚後にアシスタントを務めている。
密かに再婚を応援している。
波戸　陽介（28）：斉藤陽一郎
のどかの担当編集者。彼女のグータラぶりには辟易している。
高見沢　ゆり（32）：中島史恵
ももと同じ幼稚園に通う友人の母。
美人な上、家事育児を完璧にこなせる。ももの憧れの女性。
谷崎　裕美（23）：ちすん
ももの幼稚園の先生。のどかと哲也の離婚後、幼稚園を退職してももの母親代わり。
のどかのグータラさには批判的。
哲也が好きで、猛烈なアタックをする。
横山　光子（42) ：橋本亜紀
哲也が雇った敏腕弁護士。
のどかのグータラさを指摘して「親権を得る資格はない」と断じ、親権を放棄させようとする。
佐原　隆之（35）： 蓮ハルク
のどかがももを取り戻す為に雇った弁護士。二枚目でクール。彼女に色々と辛辣な助言する。
篠宮：須永慶
専務。
波戸　太一：沼田爆
陽介の父。
増岡　裕次郎（50）：桑野信義
のどかが連載している漫画雑誌の編集長。
のどかに花嫁修業のルポの連載を提案する。
栗林　真澄（28）：宝積有香
のどかの妹。外資系に勤務するキャリアウーマン。実家暮らし。
今は仕事が楽しいので「結婚は考えていない」らしい。
栗林　正子（60）：烏丸せつこ
のどかの母。謙吾が経営する居酒屋を切り盛りしている。
大らかでのんびり屋。
栗林　謙吾（65）：有福正志
のどかの父。
サラリーマンを退職して正子と居酒屋を始めた。
中西　美代子　‐　岡本麗
哲也の母。福岡在住。

## 放送日程
| 話数   | 放送日        | タイトル       |
| ------ | ------------- | -------------- |
| 第1話  | 2008年5月12日 | 突然の離婚届   |
| 第2話  | 2008年5月13日 | 夫の不満大爆発 |
| 第3話  | 2008年5月14日 | 娘と別れる決意 |
| 第4話  | 2008年5月15日 | 新しい夫を探せ |
| 第5話  | 2008年5月16日 | めざせ、いい女 |
| 第6話  | 2008年5月19日 | 恋の芽生え?    |
| 第7話  | 2008年5月20日 | 彼もバツイチ   |
| 第8話  | 2008年5月21日 | 息子の悲しみ   |
| 第9話  | 2008年5月22日 | ケーキで勝負   |
| 第10話 | 2008年5月23日 | いきなりキス   |
| 第11話 | 2008年5月26日 | お弁当の極意   |
| 第12話 | 2008年5月27日 | お見合い挑戦   |
| 第13話 | 2008年5月28日 | ママ助けて     |
| 第14話 | 2008年5月29日 | わかれの襲来   |
| 第15話 | 2008年5月30日 | 夫婦の再出発   |
| 第16話 | 2008年6月2日  | 母親の責任!    |
| 第17話 | 2008年6月3日  | 介護でイイ女   |
| 第18話 | 2008年6月4日  | 母は生きてる   |
| 第19話 | 2008年6月5日  | 22年間の後悔   |
| 第20話 | 2008年6月6日  | 娘の中国行き   |
| 第21話 | 2008年6月9日  | 母も離婚宣言   |
| 第22話 | 2008年6月10日 | 父の大病と愛   |
| 第23話 | 2008年6月11日 | 娘のジレンマ   |
| 第24話 | 2008年6月12日 | さよならママ   |
| 第25話 | 2008年6月13日 | 転勤先の事故   |
| 第26話 | 2008年6月16日 | 元カレの襲来   |
| 第27話 | 2008年6月17日 | 娘がお受験?    |
| 第28話 | 2008年6月18日 | マナーを学べ   |
| 第29話 | 2008年6月19日 | 元夫の大決心   |
| 第30話 | 2008年6月20日 | 意外な求婚者   |
| 第31回 | 2008年6月23日 | 結婚すべき?    |
| 第32回 | 2008年6月24日 | 一攫千金教室   |
| 第33回 | 2008年6月25日 | 妹に恋人が!    |
| 第34回 | 2008年6月26日 | 勘違いの婚約   |
| 第35回 | 2008年6月27日 | 娘を叱る勇気   |
| 第36回 | 2008年6月30日 | 義母大騒ぎ!    |
| 第37回 | 2008年7月1日  | 妊娠のススメ   |
| 第38回 | 2008年7月2日  | 嘘はもう無理   |
| 第39回 | 2008年7月3日  | 義母の願い     |
| 第40回 | 2008年7月4日  | 衝撃の立候補   |
| 第41回 | 2008年7月7日  | 失恋と大ケガ   |
| 第42回 | 2008年7月8日  | ひと時の抱擁   |
| 第43回 | 2008年7月9日  | 涙の求愛!?     |
| 第44回 | 2008年7月10日 | いよいよ決断   |
| 第45回 | 2008年7月11日 | 3人は家族      |

## 主題歌
『恋のフライトタイム〜12pm〜』
作詞：朝水彼方/作曲：鈴木雅之/編曲：有賀啓雄/歌：鈴木雅之&菊池桃子（エピックレコードジャパン）

## スタッフ
- 原作：安彦麻理絵『再婚一直線!』（祥伝社・FEELコミックス）
- 脚本：中山乃莉子ほか
- プロデューサー：高橋史典
- 協力プロデューサー：志村彰
- 演出：森雅弘ほか
- 制作：The icon
- 製作：TBS